# Sveriges Rundradiomuseum

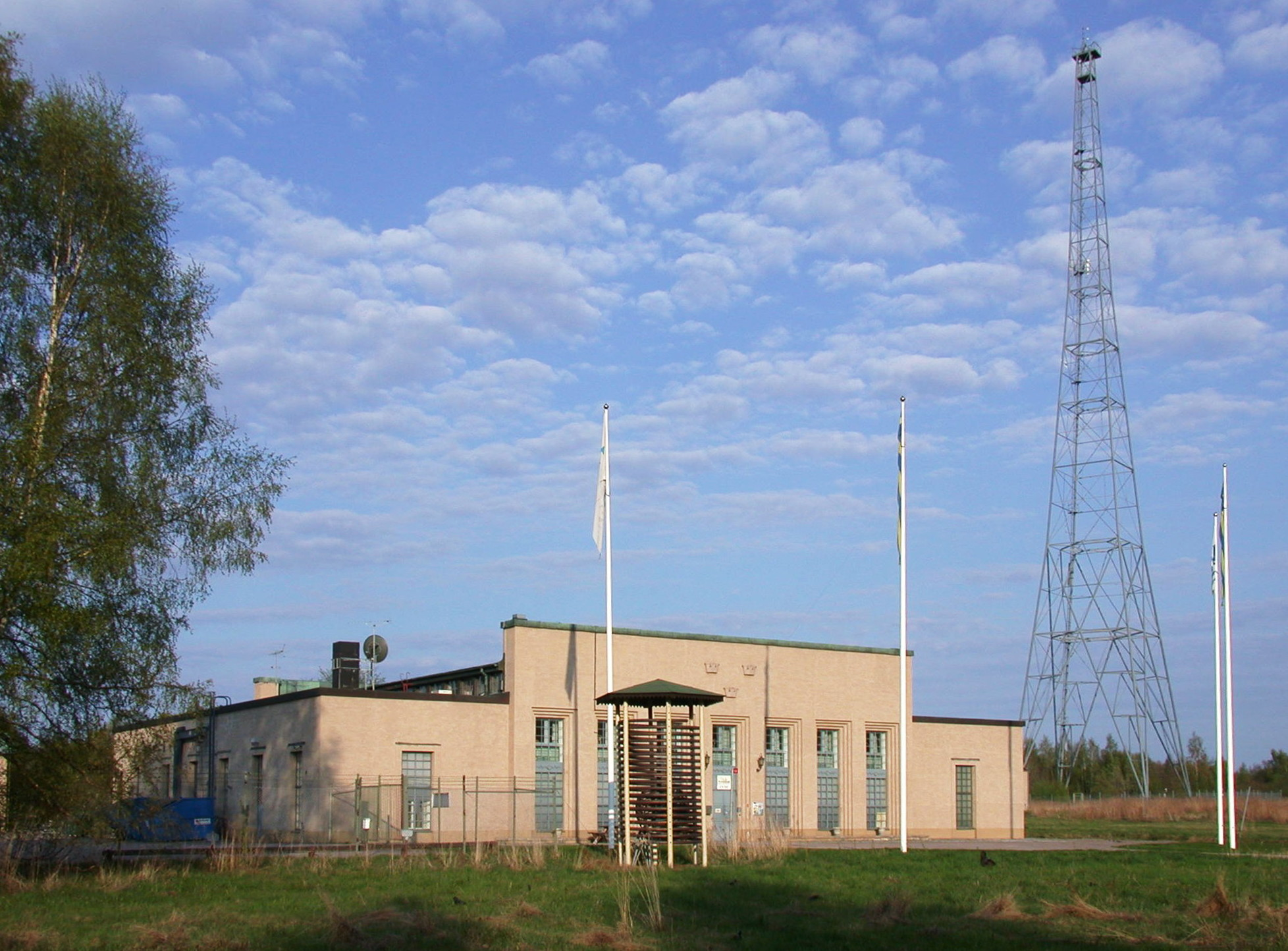
Museibyggnaden och en av radiomasterna, 2006.

Sveriges Rundradiomuseum (tidigare  Motala Rundradiomuseum) är ett teknikhistoriskt museum vid Radiovägen 1 i området  Bondebacka i Motala, Östergötlands län.  Museet öppnade 1977 och är inrymt i stationsbyggnaden för Motala långvågsstation från 1927.

## Bakgrund
Den nuvarande museibyggnaden byggdes 1926-1927 efter ritningar av arkitekt Carl Åkerblad från Stockholm. Han stod även som arkitekt bakom Radiostationen i Grimeton, invigd 1924 och sedan år 2004 världsarv. I Motala inleddes 1927 de första publika radiosändningar i Sverige och här användes för första gången det kända anropet Stockholm - Motala, ofta använd av Sven Jerring. Programmen producerades i Stockholm medan utsändningen skedde i bland annat Motala. Sändningsverksamheten upphörde 1962 och sedan 1977 har den tidigare långvågsstationen i Motala fungerat som museum.

## Museet

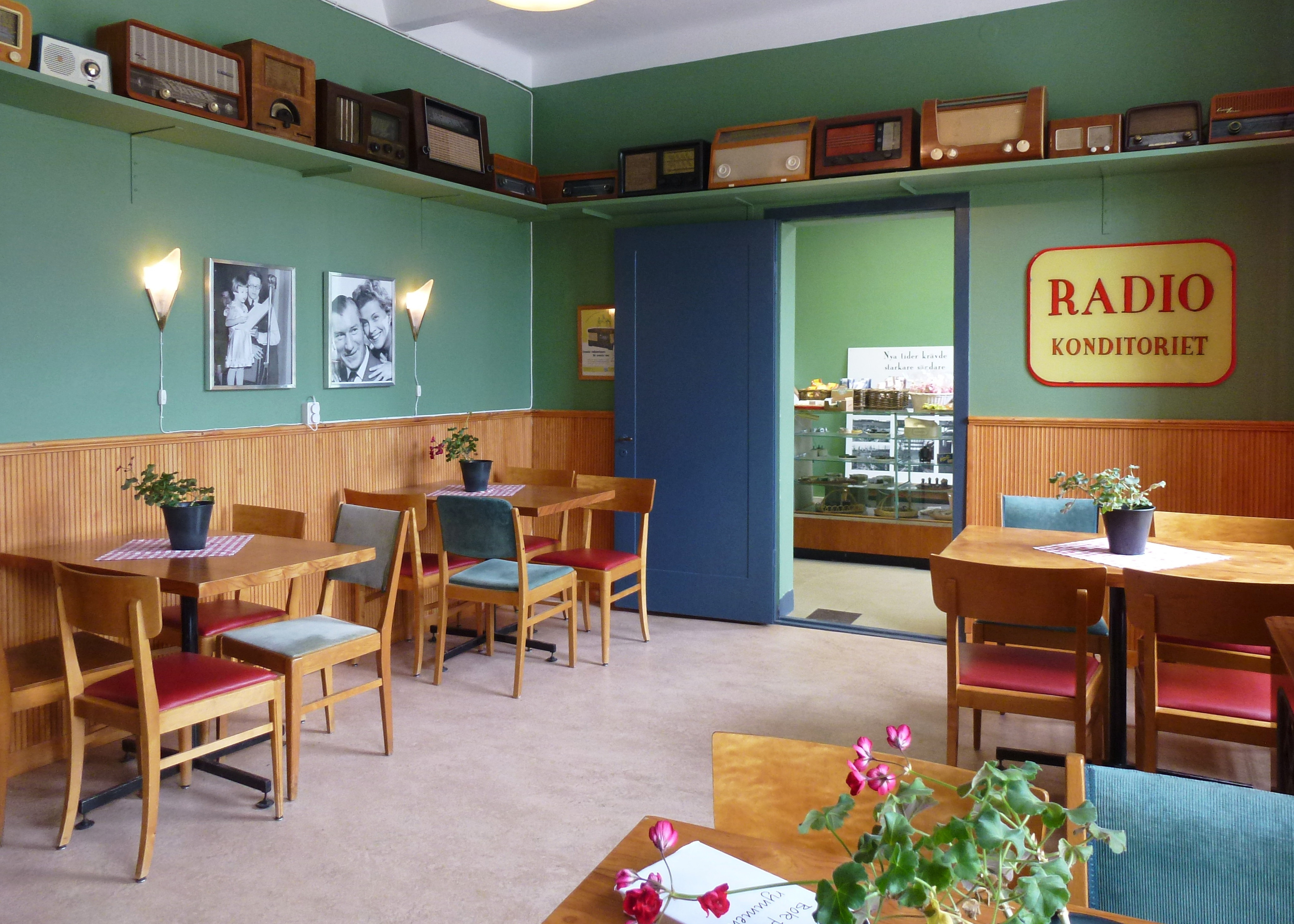
Museets "Radio Konditoriet".

Den gamla sändarehallen med sin originalutrustning från 1935 är bevarad i sin helhet och utgör hjärtat i museet. Sändaren är av fabrikat Marconi och hade en effekt av 150 kW, vilket var europarekord på sin tid. Intill sändarehallen ligger maskinhallen med en lång rad omformare och kvicksilverlikriktaren för 20 000 volt till 150 kW-sändaren.
I hallen innanför står den gamla 30 kW långvågssändaren från 1927, även den från Marconi, och flera ditflyttade sändare, bland annat en 10 kW mellanvågssändare från Göteborg, som var i drift mellan 1928 och 1951, en långvågssändare från Karlsborg från 1922 samt en mellanvågssändare som var i drift mellan 1925 och 1932. I ett angränsande rum, Luxor-rummet, finns ett urval av radiomottagare av fabrikat Luxor med början 1924. På tomten står de båda 120 meter höga radiomasterna kvar, men den ursprungliga antennutrustningen är demonterad. I en av masterna kan man klättra under sakkunnig ledning.
Fram till stationens 70-årsjubileum 1997 hette museet Motala Rundradiomuseum. I oktober 2012 övertog Motala kommun förvaltningen av museet från Teracom. År 2014 beviljade Riksantikvarieämbetet ett anslag på 70 000 kr för att skapa en radiostudio för pedagogiskt ändamål.

## Bilder

### Sändare, 30 kW och 150 kW

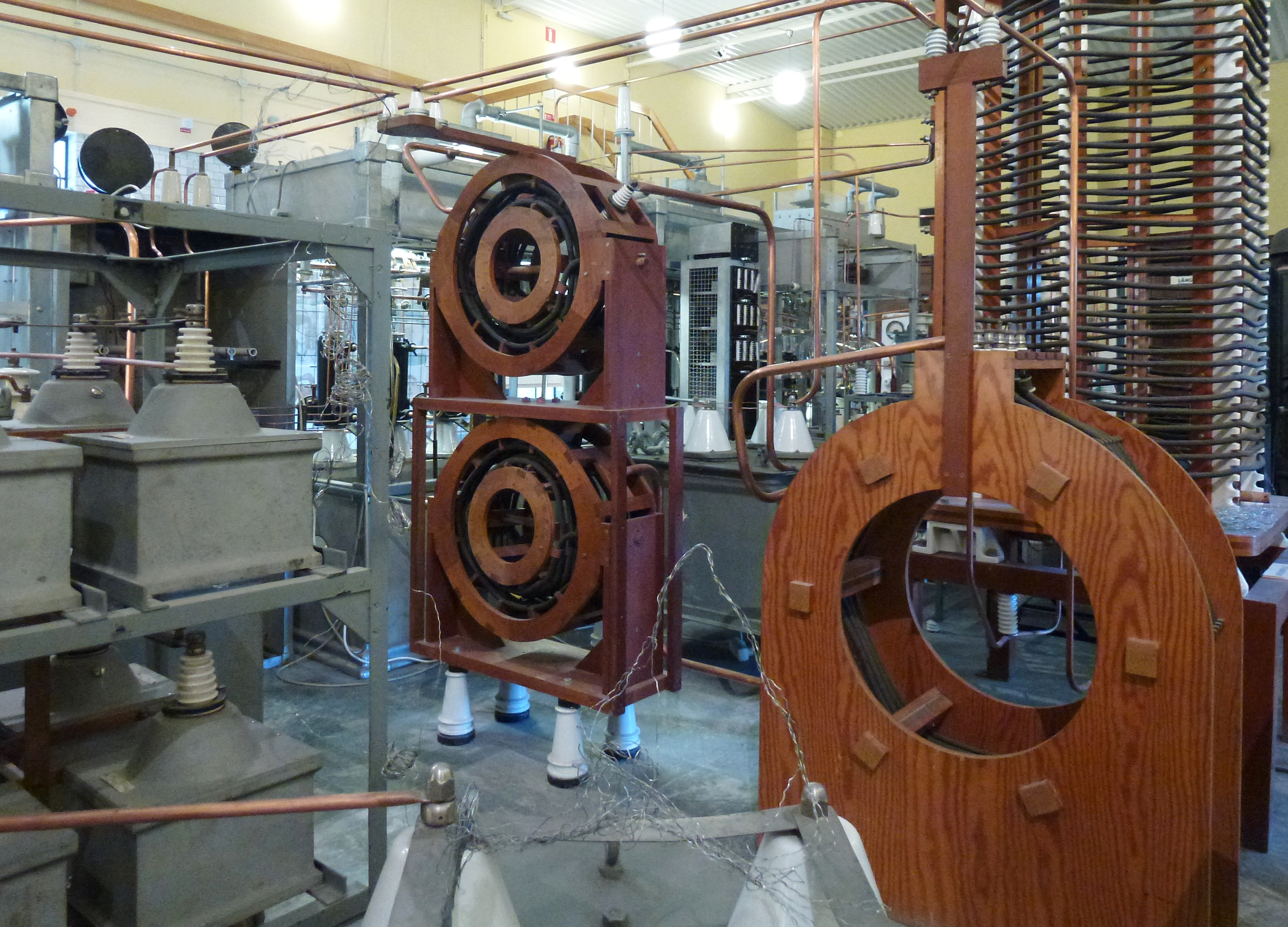
30 kW långvågssändaren (1927–1935)
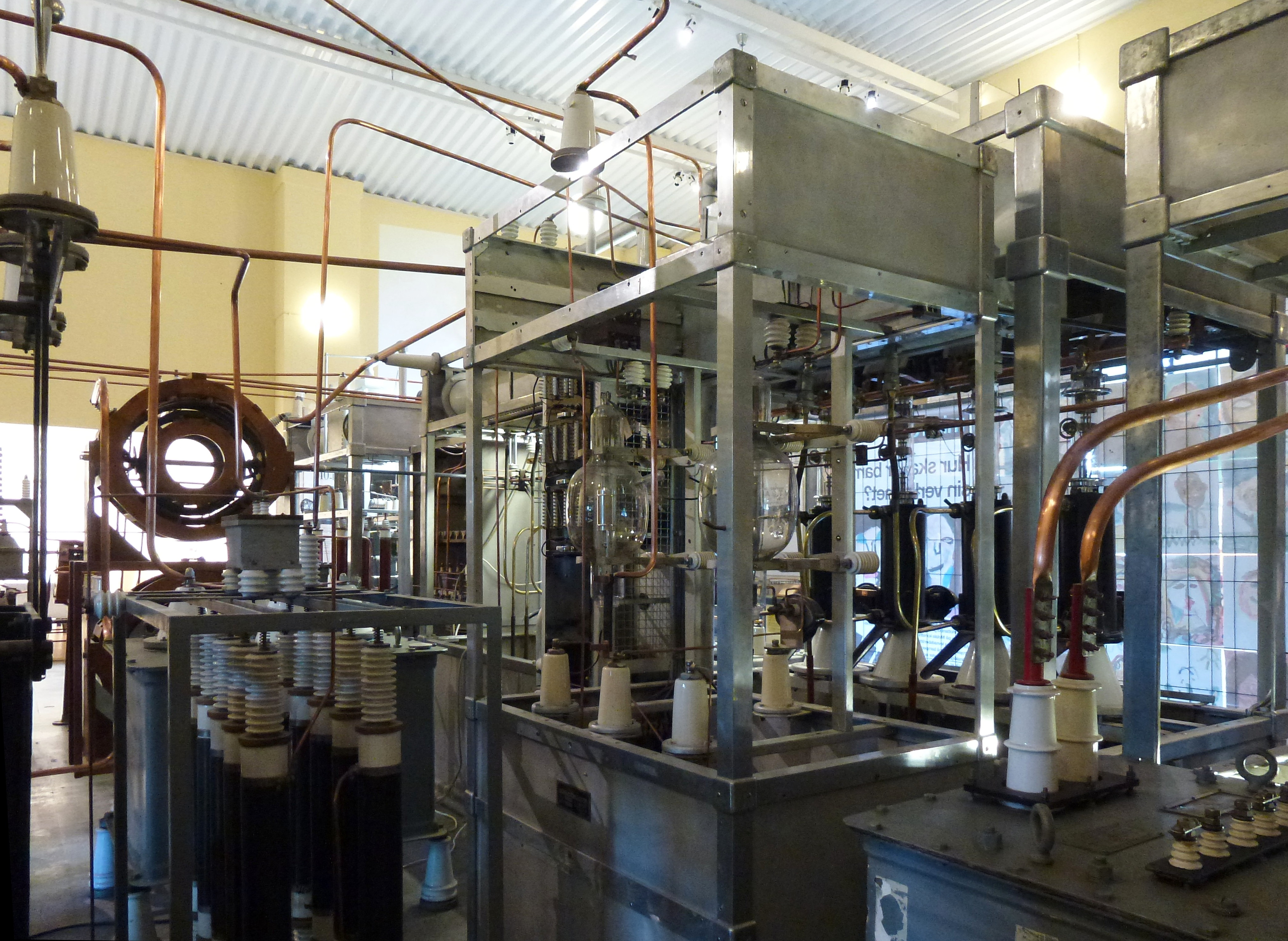
30 kW långvågssändaren (1927–1935)
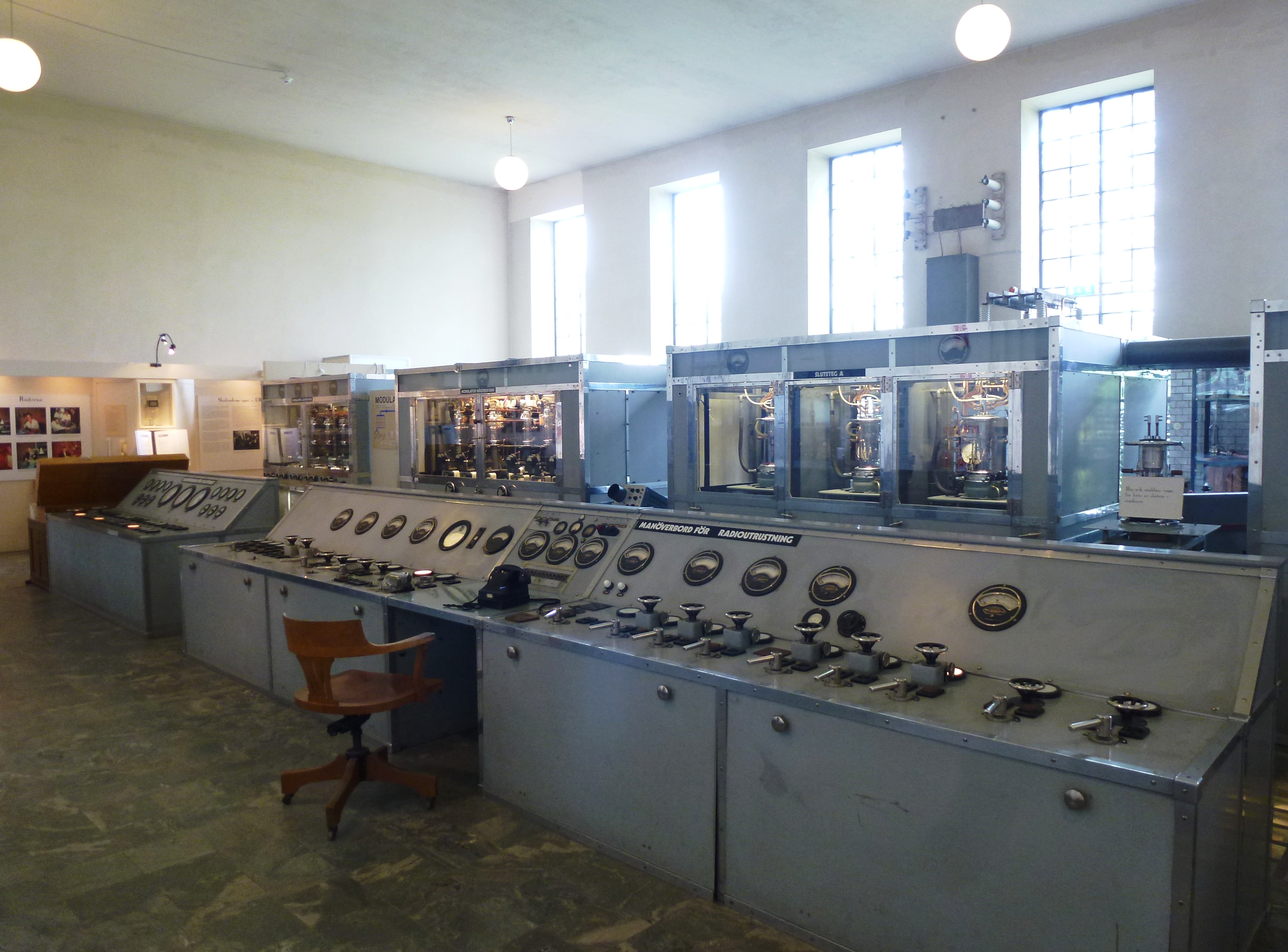
Sändarehallen långvåg 150 kW (1935–1961)
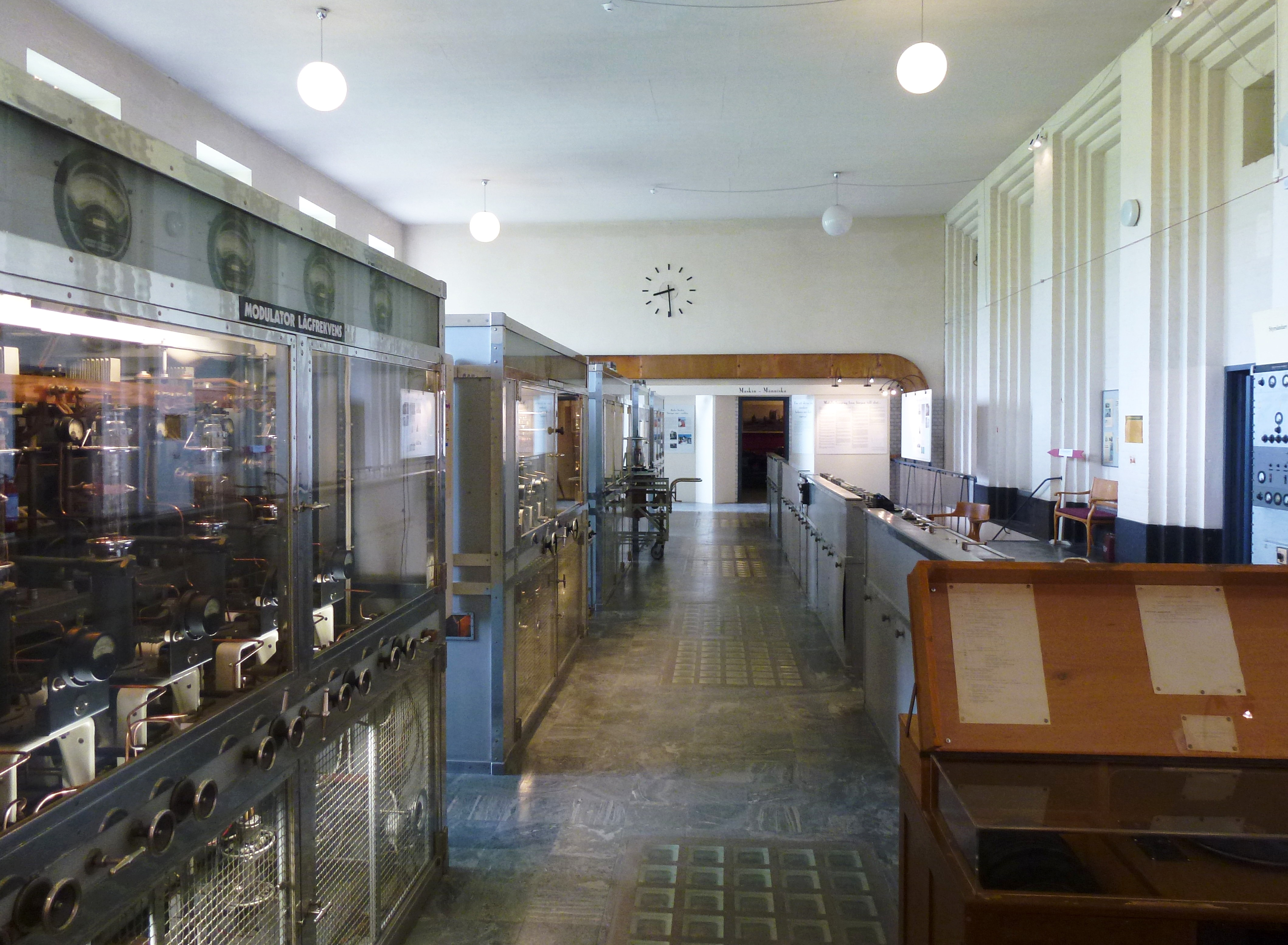
Sändarehallen långvåg 150 kW (1935–1961)

### Utrustning i 150 kW-anläggningen

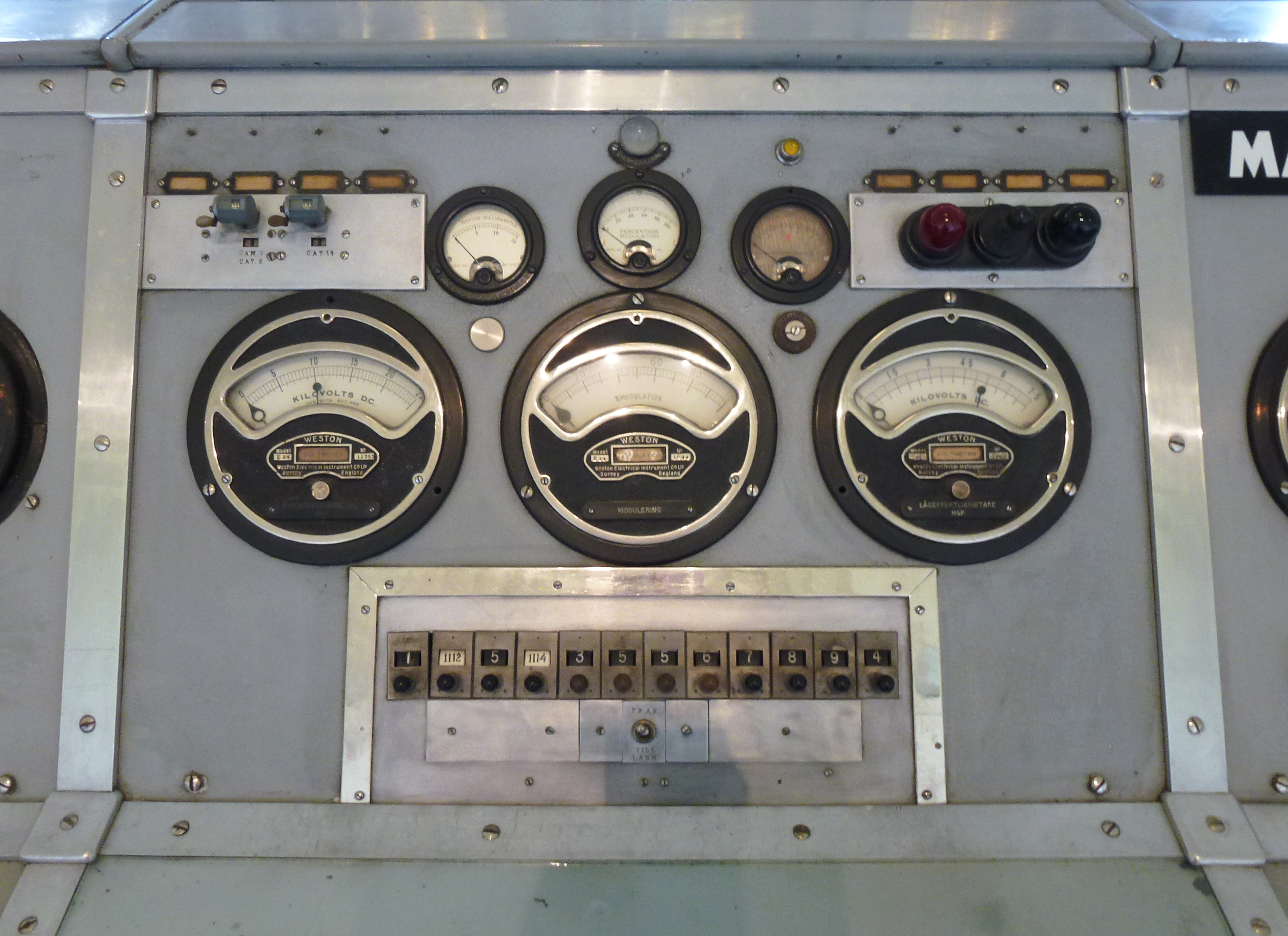
Manöverbord i sänaderahallen
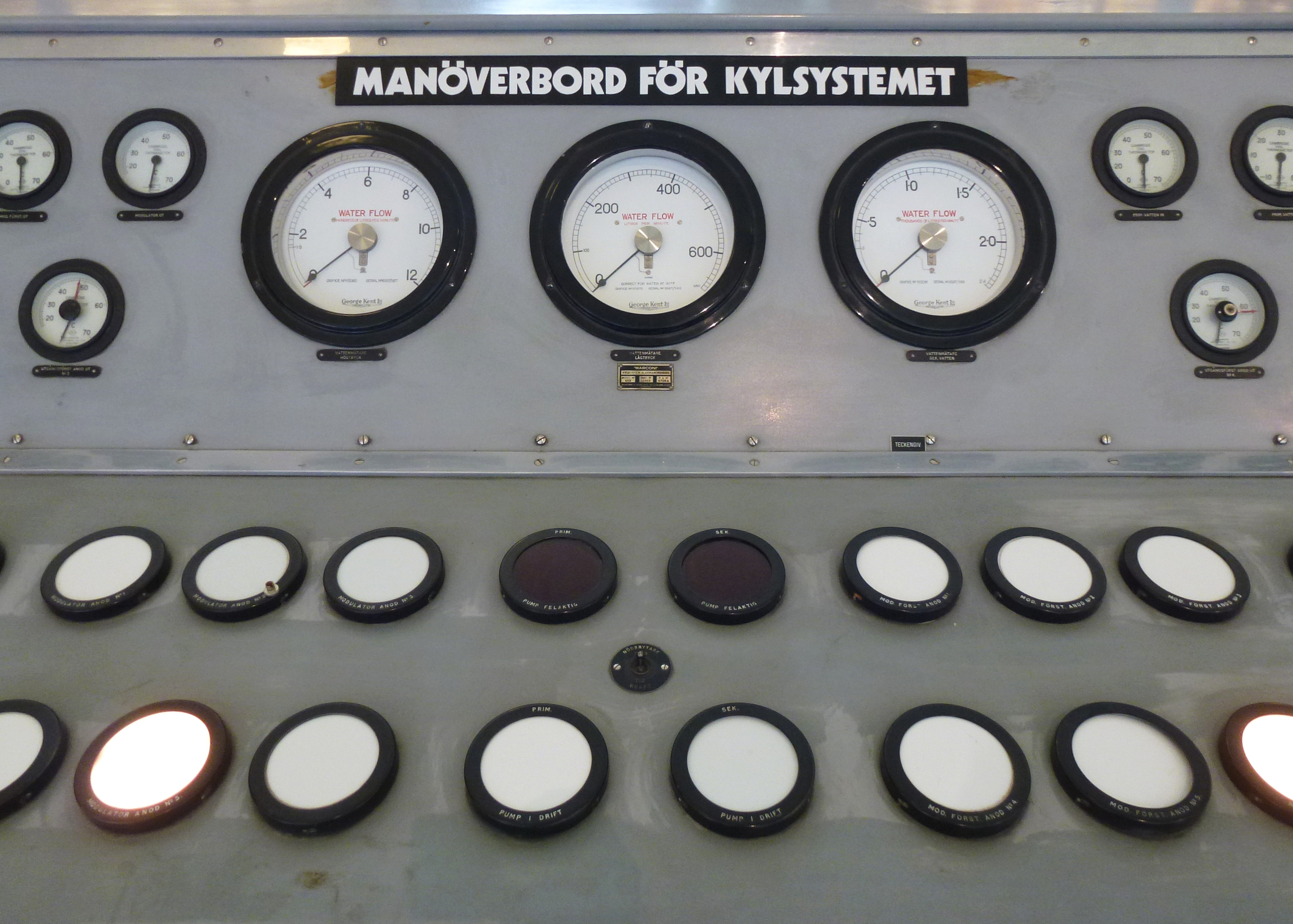
Manöverbord för kylningen
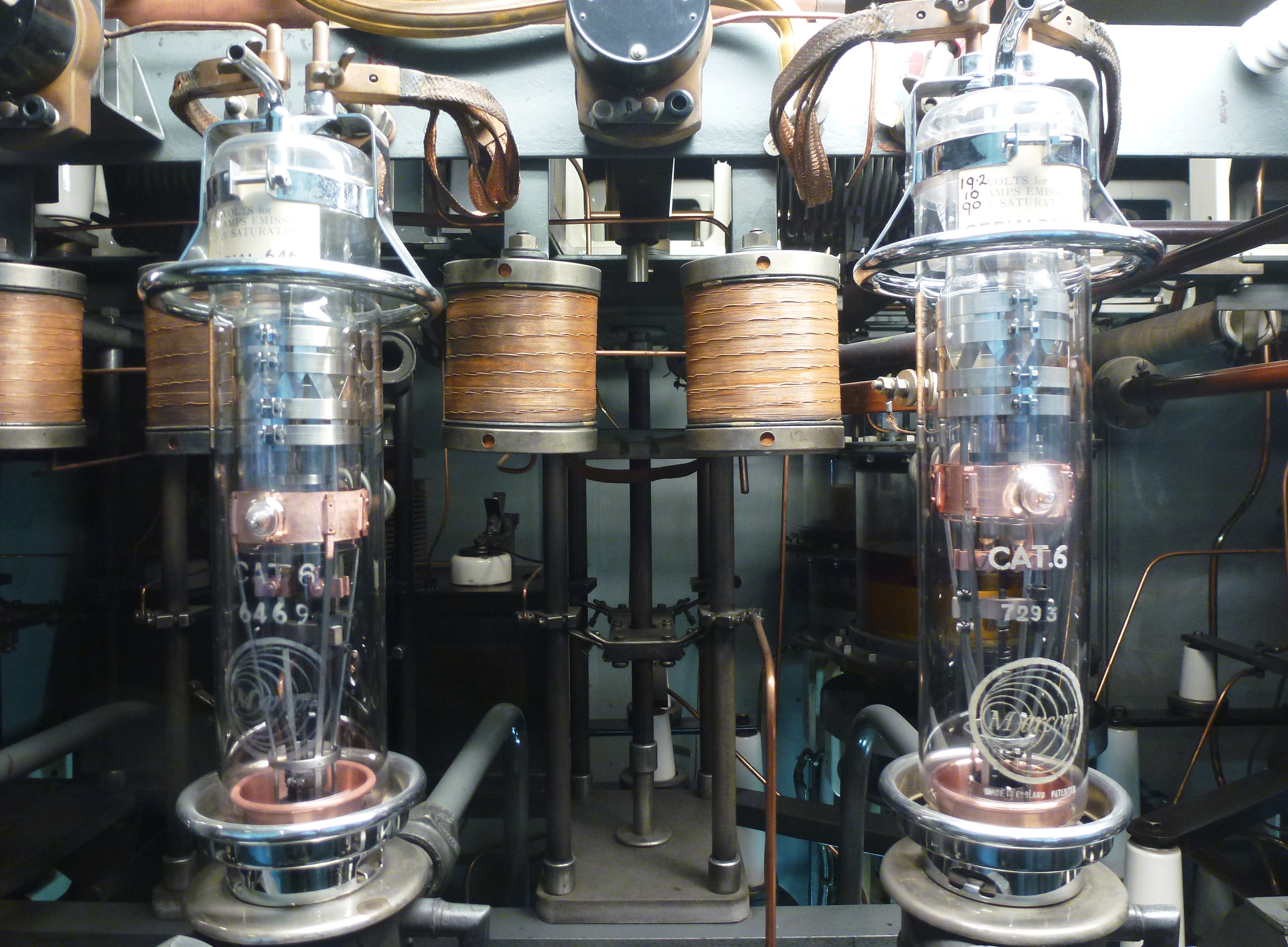
Marconi sändarrör CAT 6
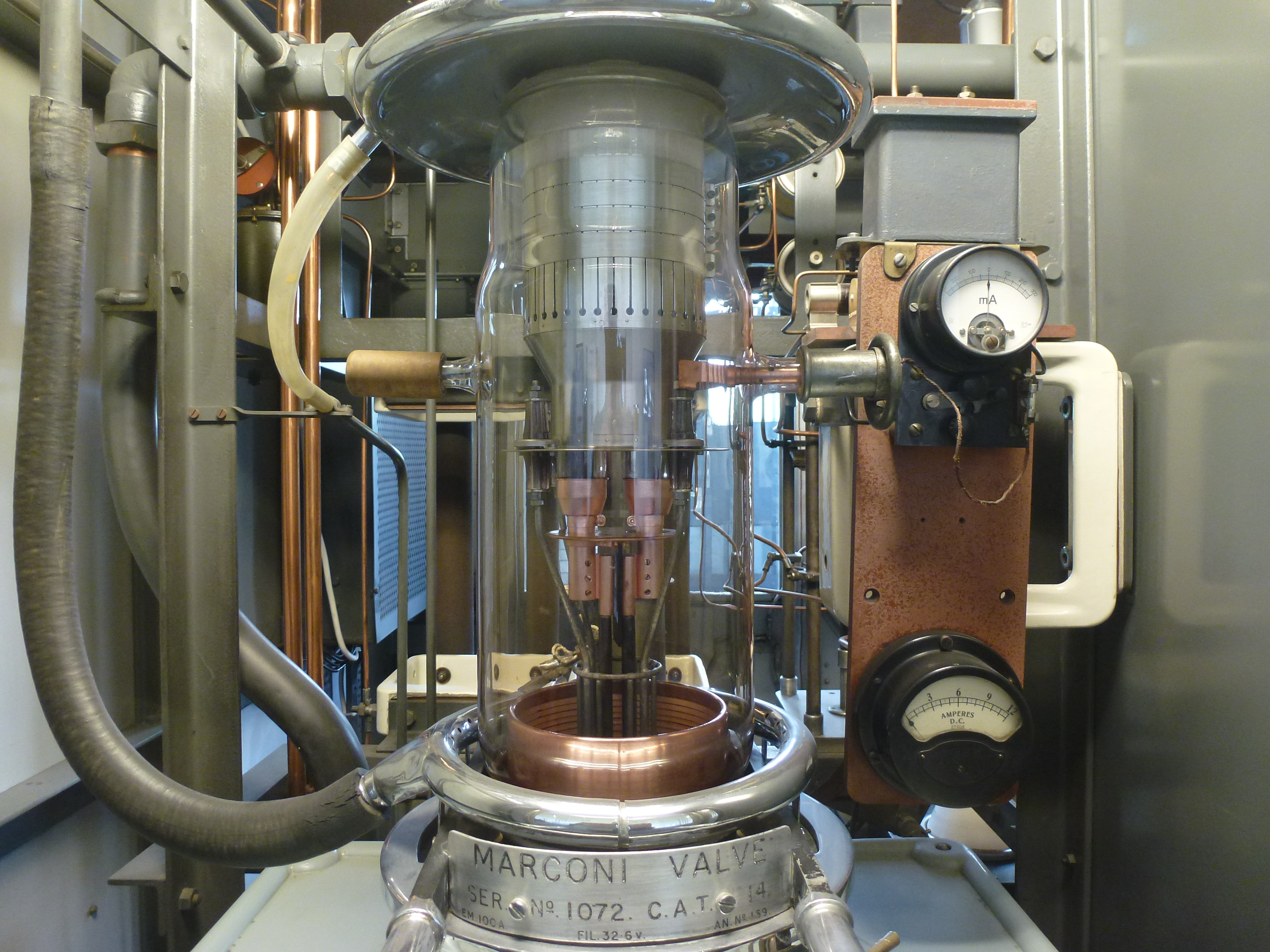
Marconi sändarrör CAT 14

### Övrigt

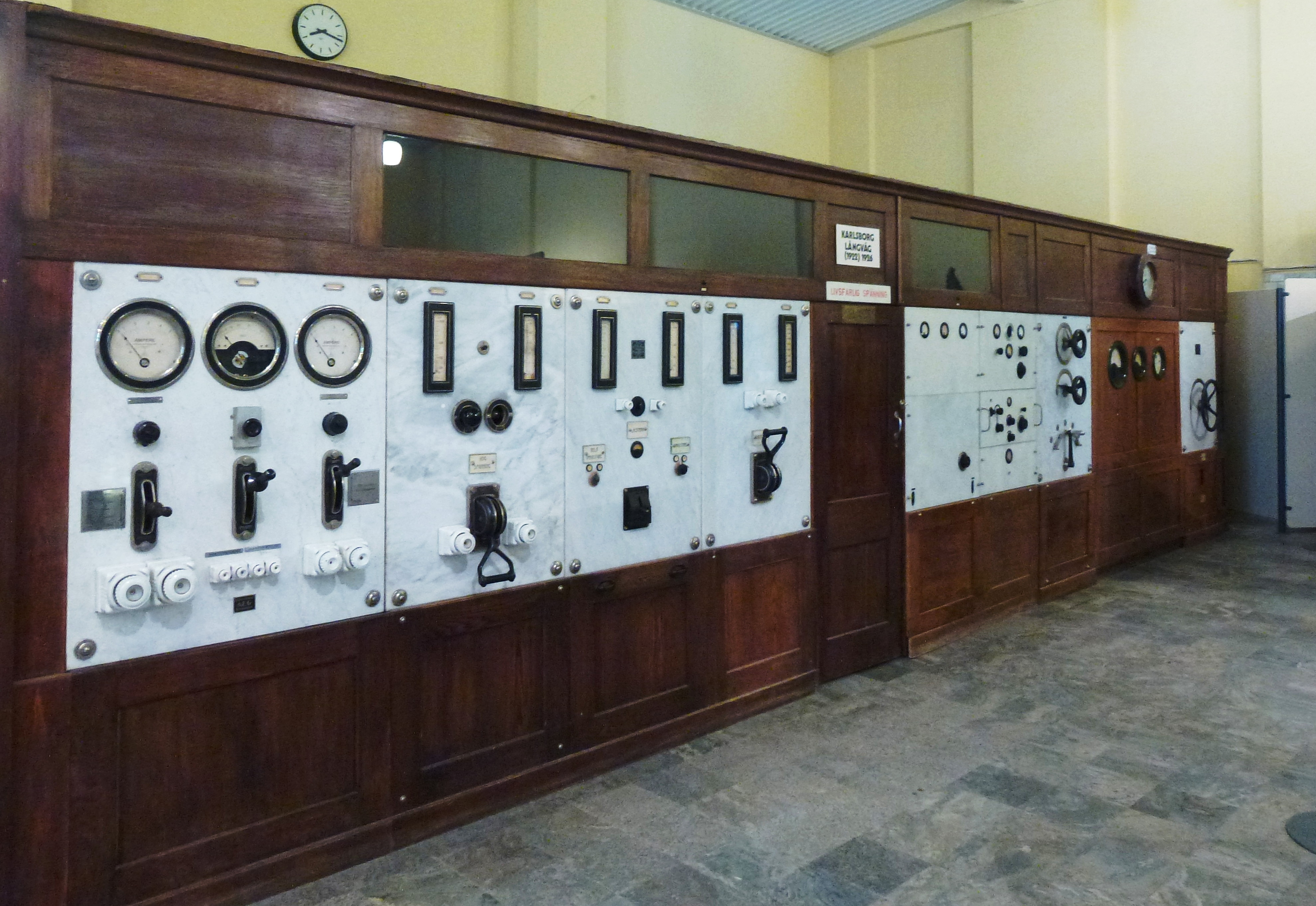
Karlsborg långvågssändare från 1922
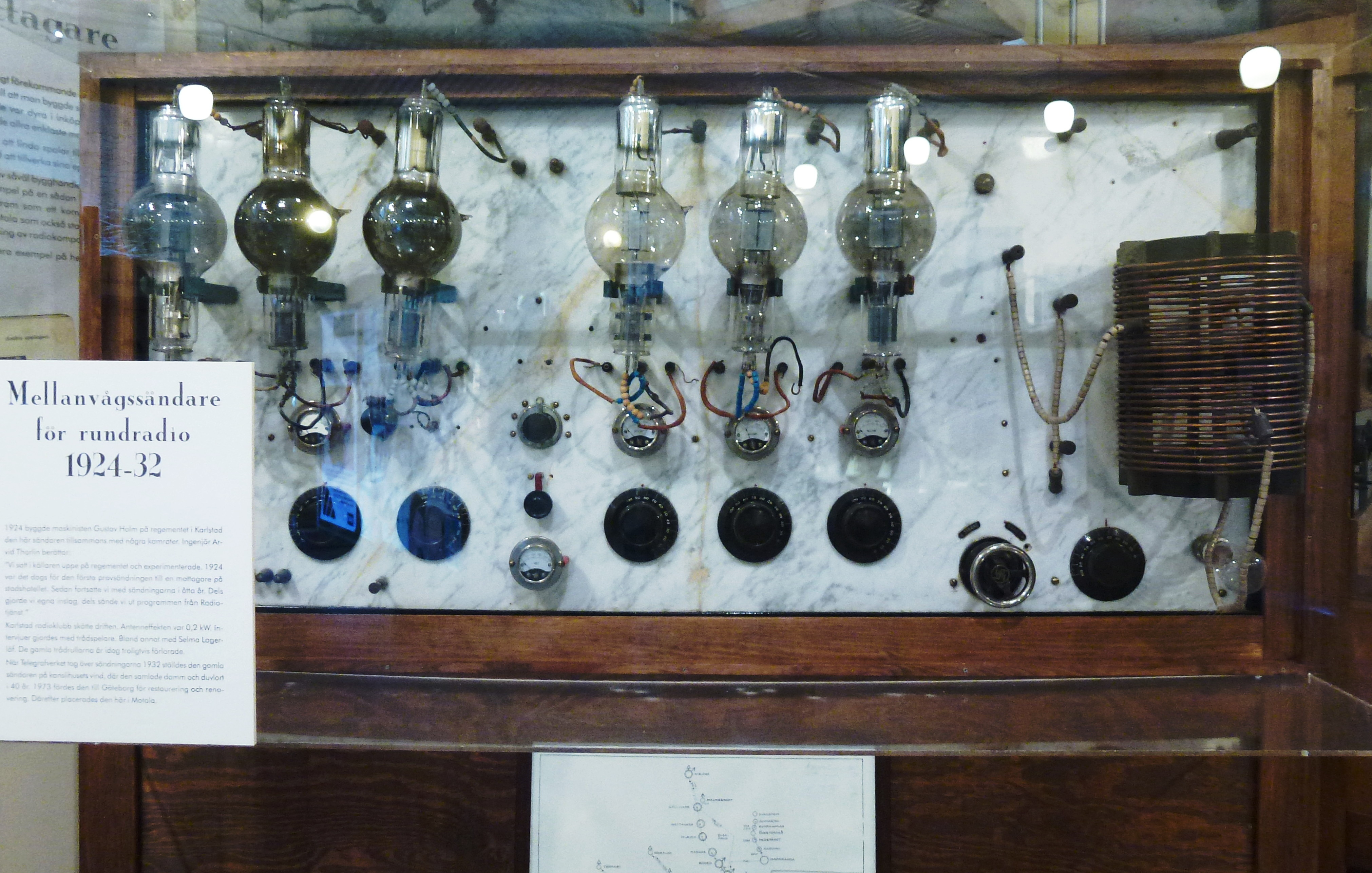
Mellanvågssändare från 1924
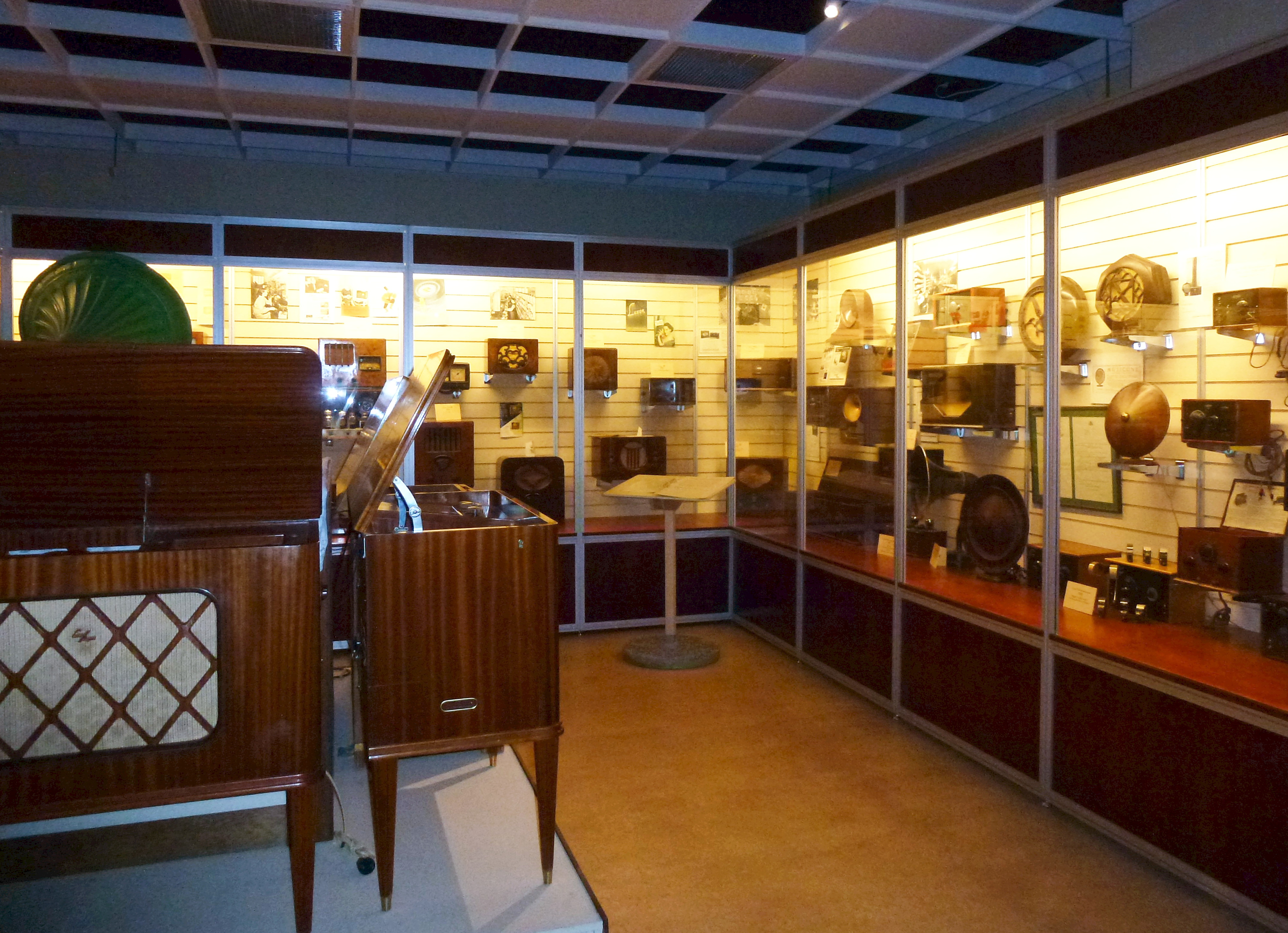
Luxorrummet
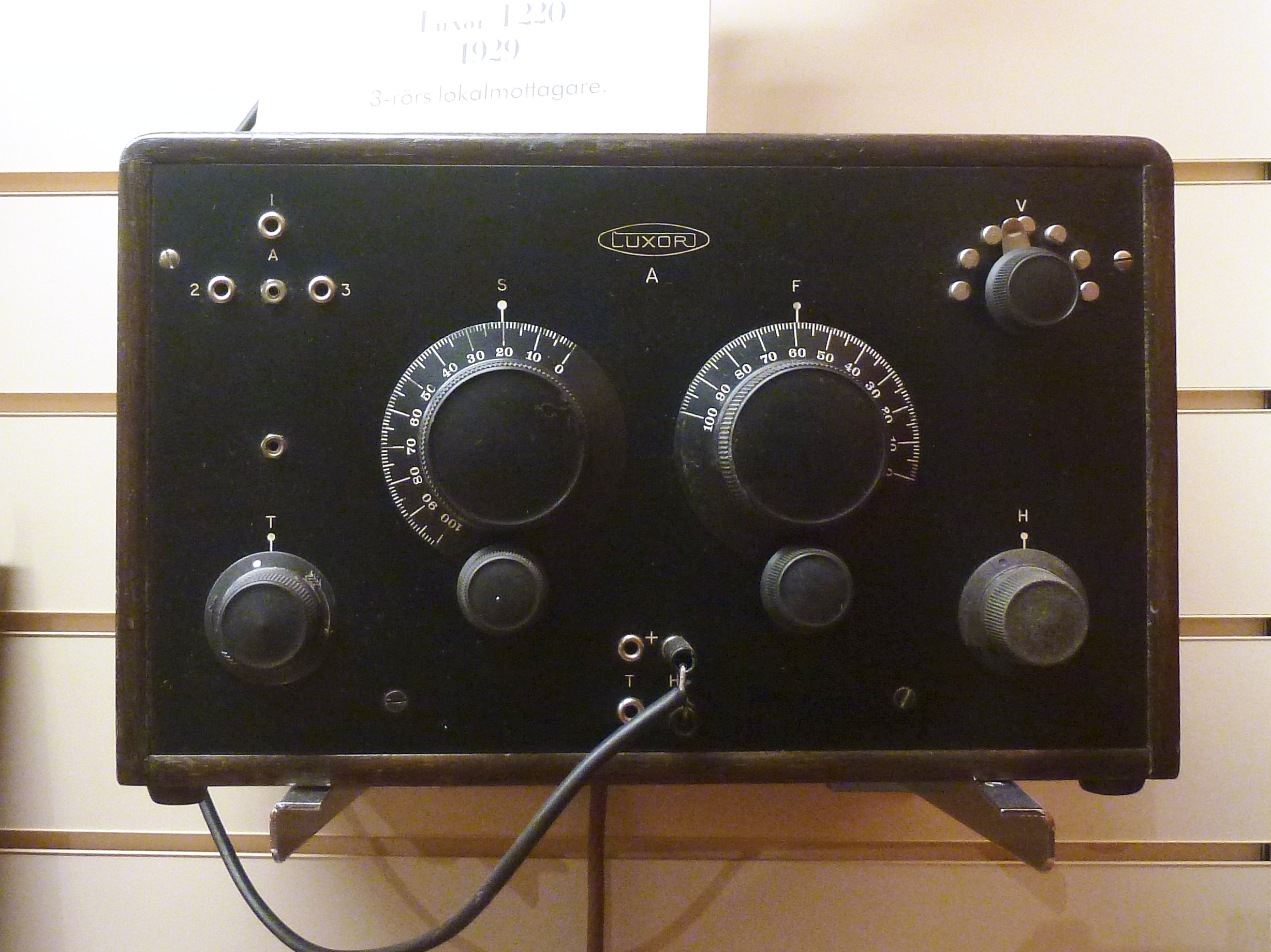
Luxor mottagare från 1929